# Äsplunda herrgård
Äsplunda (även Esplunda) är en herrgård i Örebro kommun. Äsplunda ligger i Rinkaby socken vid norra stranden av Hjälmarens innersta fjärd, Hemfjärden.

## Historia
Äsplunda tycks ha gjorts till sätesgård omkring 1616 av sedermera riksrådet friherre Karl Bonde till Lajhela. Det övergick 1652 till sonen; friherre Gustaf Bonde och efter dennes död 1667 till änkan, som på grund av en skuld blev tvungen att lämna det till kronan. Det löstes in 1688 av mågen, sedermera riksrådet och fältmarskalken Carl Gustaf Mörner av Morlanda. Äsplunda har därefter gått från far till son inom hans släkt. 
På Äsplunda finns ett bibliotek (omkring 10 000 band), mest äldre litteratur, en värdefull handskriftssamling, till största delen från 1600- och 1700-talet, en stor gravyrsamling (mest svenska porträtt) samt ett 40-tal oljeporträtt. Huvudbyggnaden fick sitt nuvarande utseende 1872 enligt arkitekten Gustaf Sjöbergs ritningar, men en större renovering 1904 gav huset en tredje våning och ett mer barockliknande utseende.
Herrgården ägdes från omkring 1869 av statsrådet Carl Göran Mörner, och därefter av dennes son landshövding Axel Mörner af Morlanda 1878–1944.